# Agulha de Tré la Tête
A Agulha de Tré la Tête (em francês:  Aiguille de Tré la Tête)  é na realidade uma montanha a Sul do Maciço do Monte Branco fronteiriço na fronteira França-Itália, e cuja agulha a SE culmina a 3 930 m de altitude e situa-se  no Vale de Aosta. A vertente Oeste da montanha faz parte da Reserva natural das Contamines-Montjoie, a Agulha de Tré la Tête faz parte de Os 100 mais belos percursos.

## Montanha
A primeira ascensão teve lugar a 12 Jul. 1864 por Anthony Adams Reilly , Edward Whymper com Michel Croz, Michel Payot e H. Charlet
A montanha é composto por quatro picos:
- o norte, a Cabeça Branca - Tête Blanche - 3.892m
- o central NW, 3.9917 m
- o central SE, com o Pequeno Monte Blanco - Petit Mont Blanc - 3.930m
- o oriental, 3.895 m

Só o pico N está na fronteira França-Itália, pois os outros três estão em território italiano. A meridional e a oriental destacam-se da linha da outras formando uma cresta secundária para Sudeste que desce em território italiano com a ponta do Pequeno Monte Branco.